# Майзе
Майзе (фр. Maillezais) — город и коммуна во Франции.

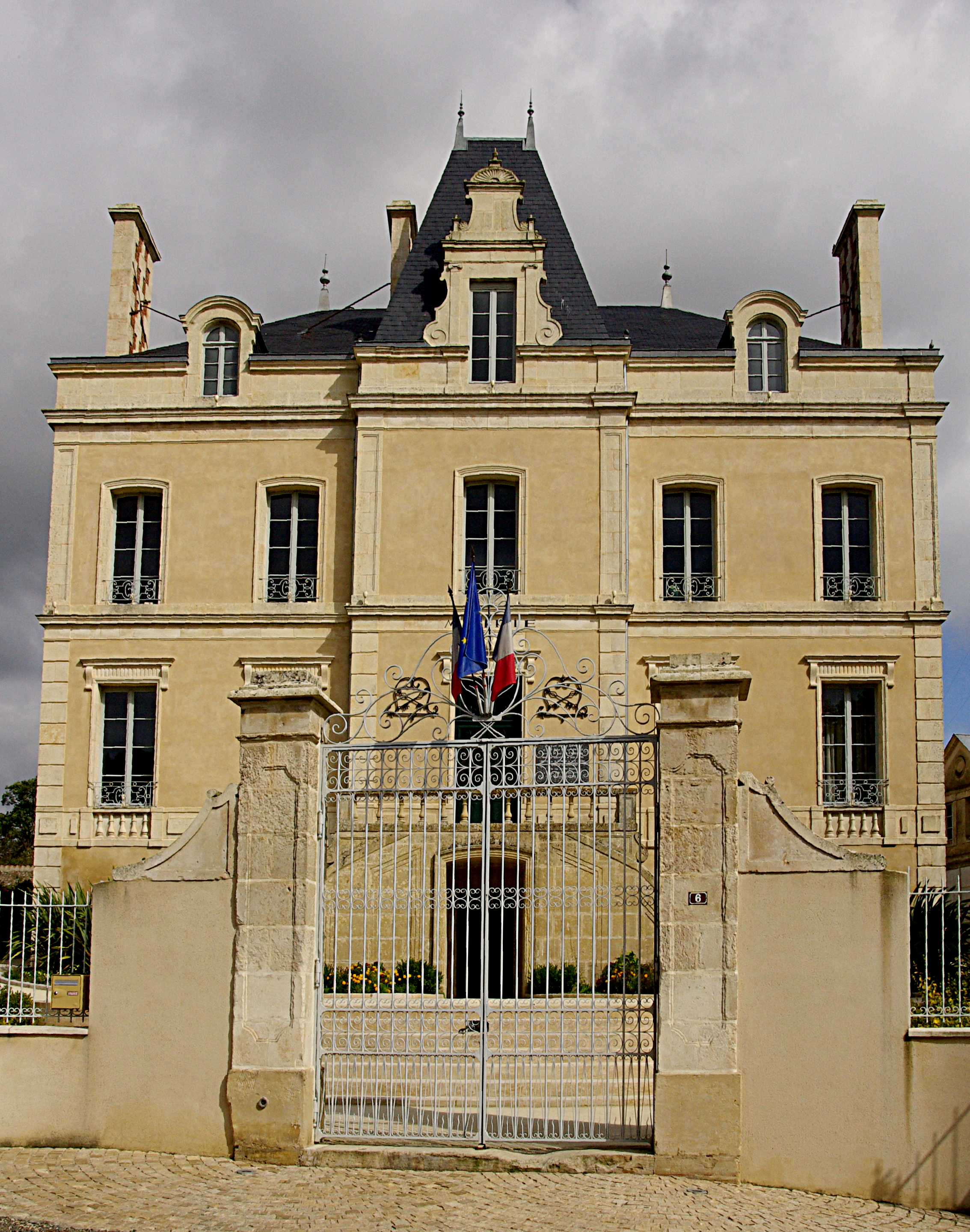
Мэрия в Майзе

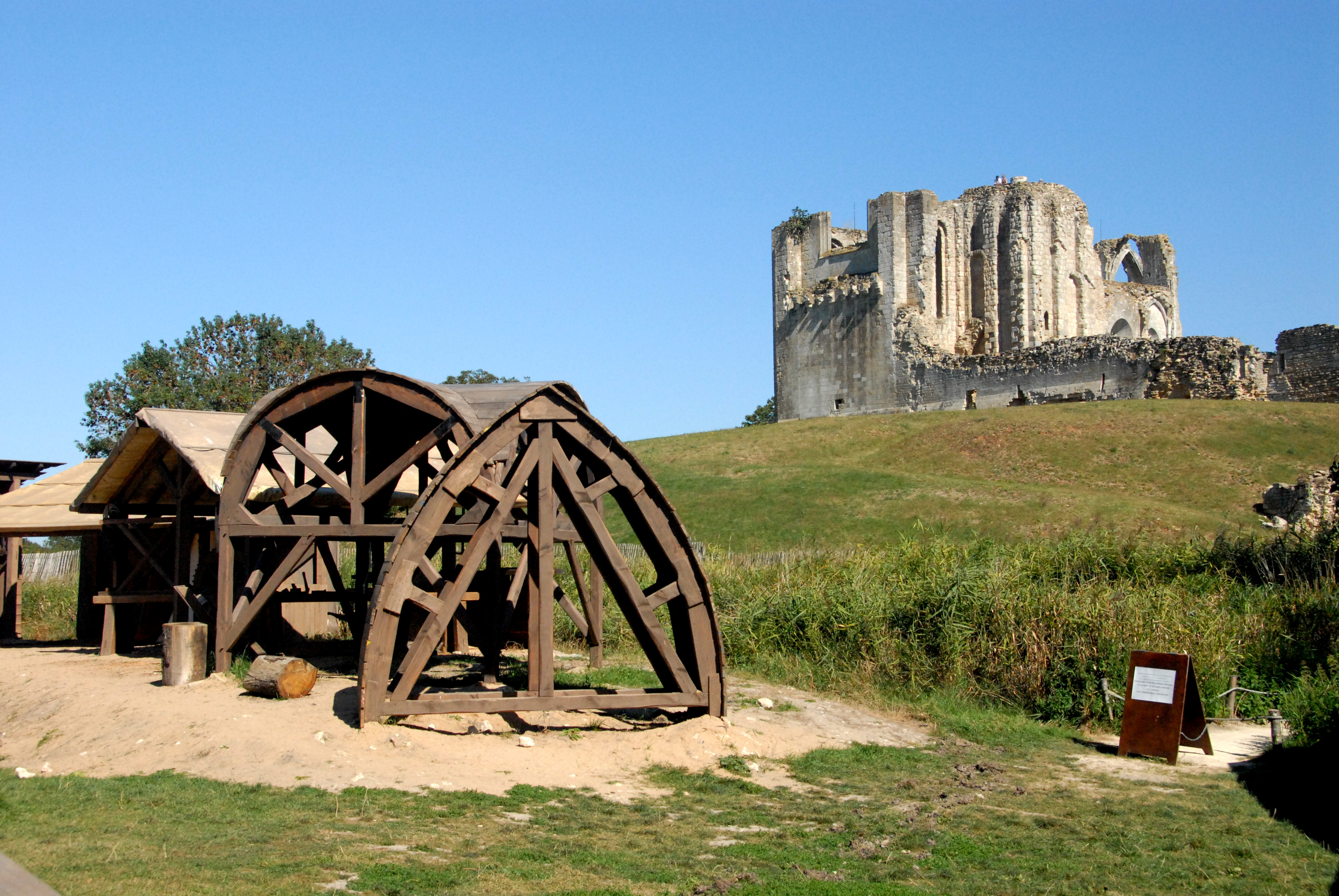
Вид на аббатство Майзе с юго-запада

Городок Майзе находится в округе Фонтене-ле-Конт, на юге департамента Вандея, в регионе Пеи-де-ла-Луар, приблизительно в 360 километрах к юго-западу от Парижа, в 10 километрах юго-восточнее города Фонтене-ле-Конт и в 25 километрах западнее Ньора, на берегу реки Отиз.
Город развивался в тесной связи в основанным здесь в конце X века бенедиктинским аббатством Майзе. Среди местных достопримечательностей, кроме развалин монастыря Майзе, следует назвать романский собор Сен-Николя.